# Аккуарика-дель-Капо
Аккуарика-дель-Капо (італ. Acquarica del Capo, сиц. Acquarica) — муніципалітет в Італії, у регіоні Апулія, провінція Лечче.
Аккуарика-дель-Капо розташована на відстані близько 540 км на південний схід від Рима, 180 км на південний схід від Барі, 50 км на південь від Лечче.
Населення — 4821 особа (2014).
Щорічний фестиваль відбувається 4 листопада. Покровитель — San Carlo Borromeo.

## Демографія
Населення за роками:

Станом на 31 грудня 2014 року в муніципалітеті офіційно проживало 126 іноземців з 19 країн, серед них 49 громадян країн Євросоюзу та 1 громадянин України.

## Сусідні муніципалітети
- Презічче
- Руффано
- Спеккія
- Тауризано
- Удженто